# Rallye Paris-Saint-Raphaël féminin

Drapeau de Saint-Raphaël

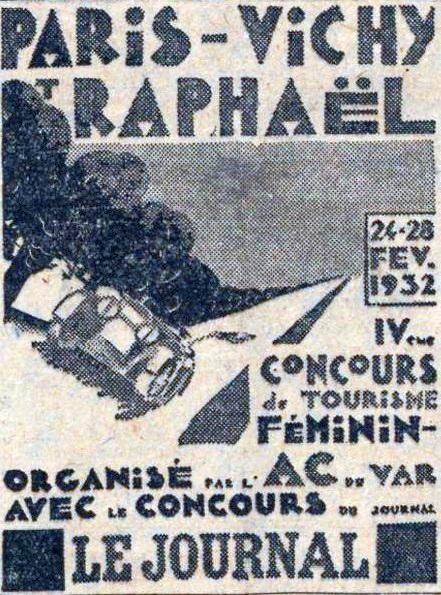
Affiche du rallye féminin Paris-Vichy-St Raphaël de 1932.

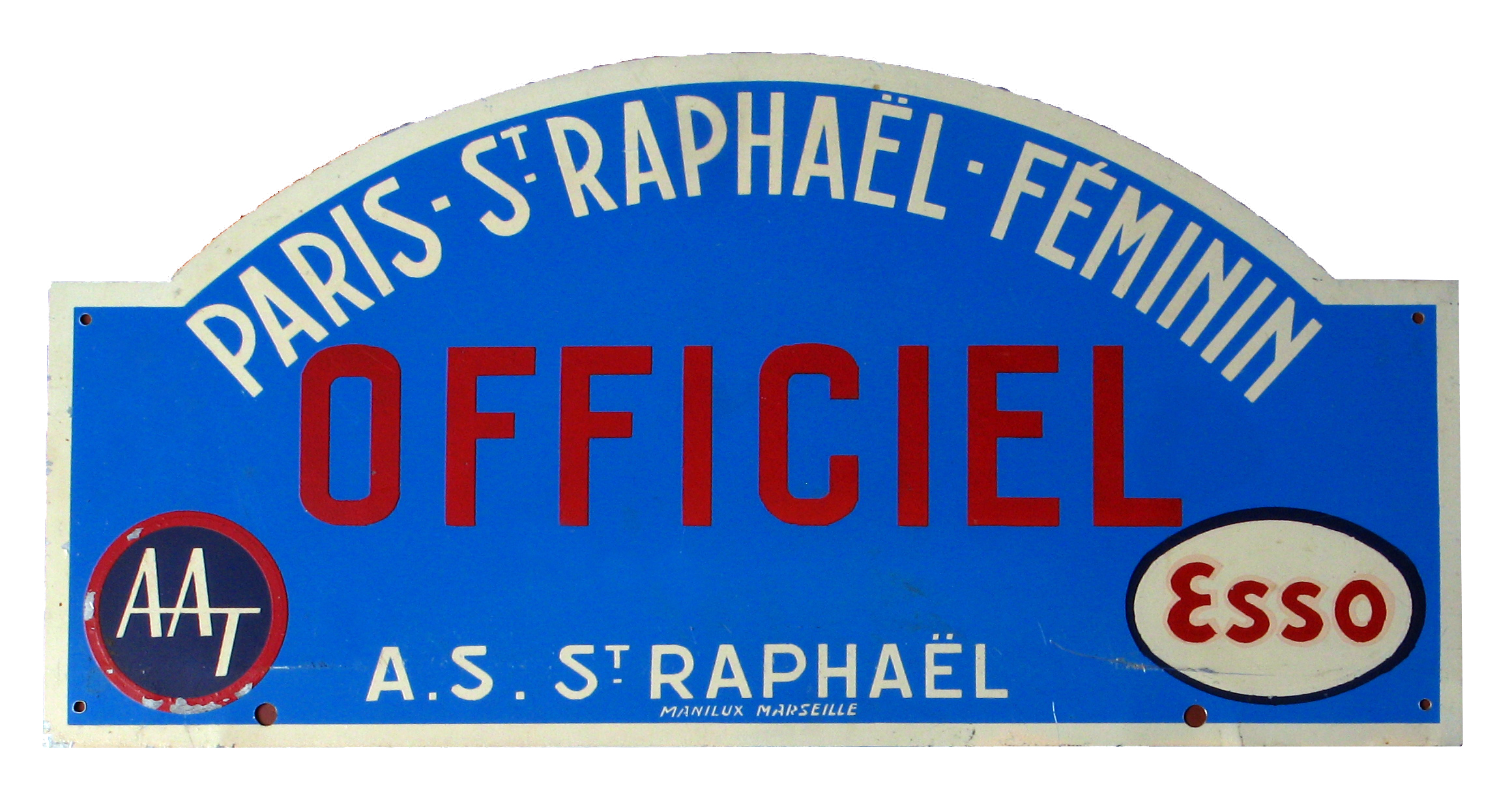

Le Rallye Paris-Saint-Raphaël féminin était un rallye automobile français exclusivement féminin, couru sur 45 années avant et après-guerre, de fin-février à début-mars (puis juin) durant 4 à 5 jours, et d'un trajet total compris entre 1 100  et   2 500 km selon les années.

## Histoire

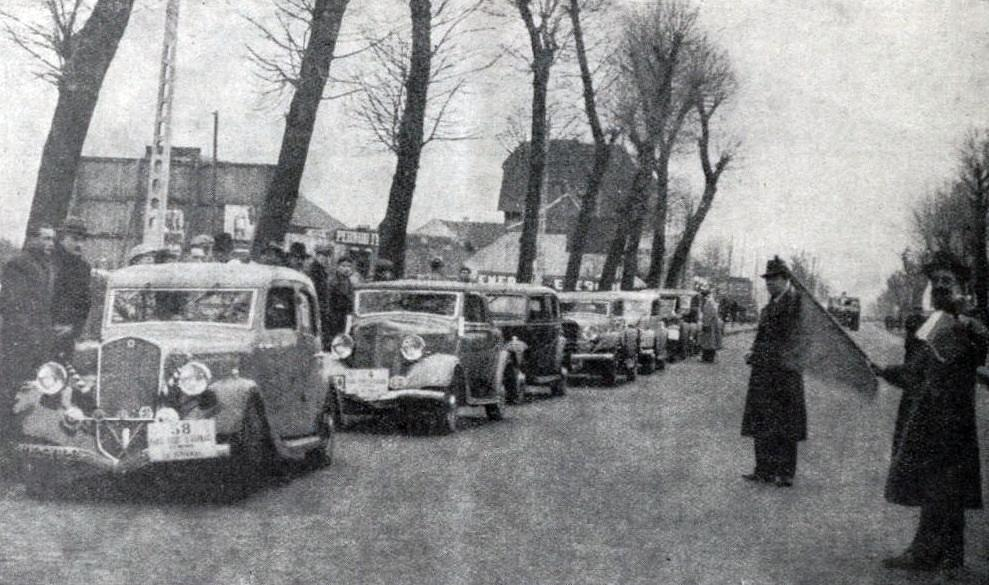
Départ de la Vieille-Poste d'Orly, en février 1935.

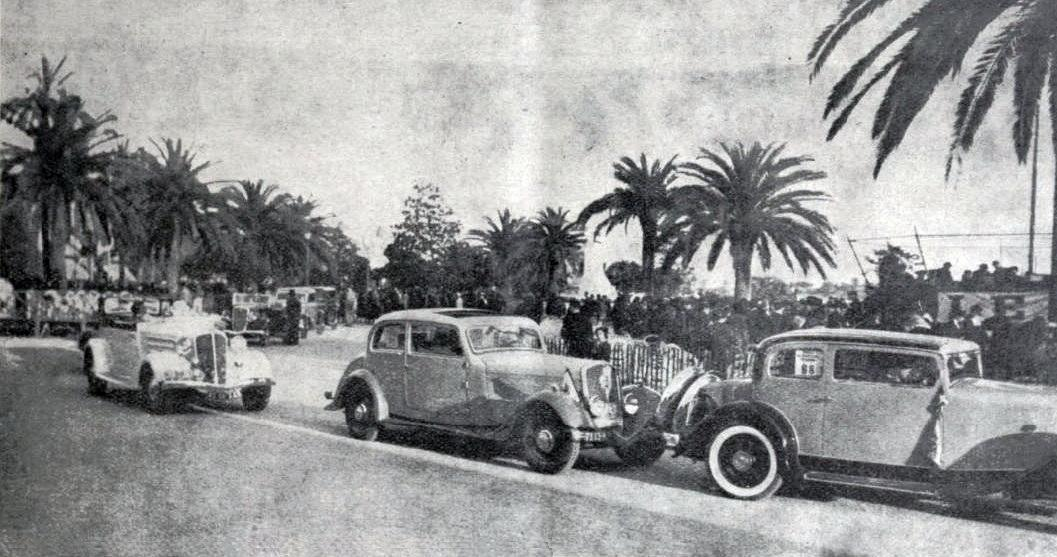
Défilé d'élégance à Cannes, pour le rallye 1935.

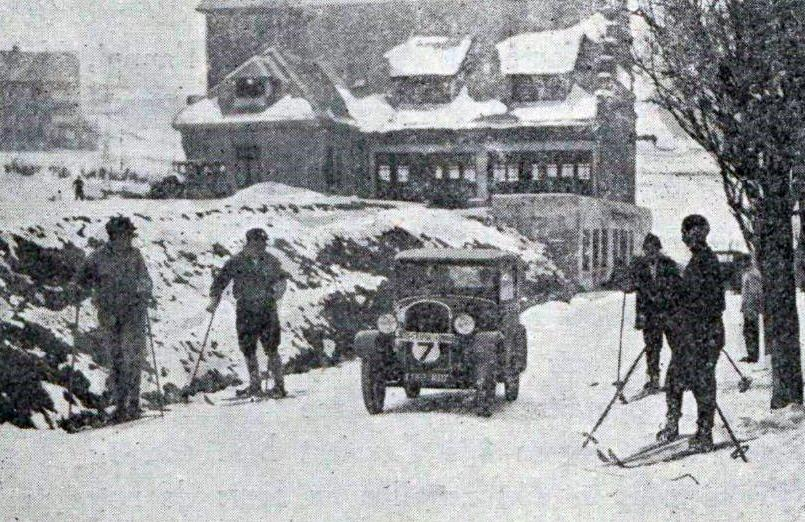
Le rallye féminin Paris-Saint-Raphaël en 1930.

En 1929, le comte Edme de Rohan-Chabot, né en 1904, crée cette course, qui voit au départ de sa première édition la comtesse de Lesguern et la baronne d’Elern.
Elle est alors durant une partie du XXe siècle la seule compétition planétaire motorisée réservée aux femmes, après l'arrêt de courses comme le rallye Paris-La Baule pour dames et le Championnat féminin de l’Auto de l’Automobile Club féminin fondé par la duchesse d'Uzès en 1927.
Le rallye Paris-Saint-Raphaël se compose d'épreuves spéciales de performances, de tronçons de navigation pure, et de tests de conduite, entre Paris et Saint-Raphaël.
Ainsi, la première compétition du 20 au 24 février 1929, remportée par Germaine Liétard sur Salmson AL7 GS, emprunte le parcours suivant : Paris - Vichy - Lyon - Avignon - Miramas - La Ciotat - Hyères - Saint-Raphaël (soit 1 087 km).
La seconde épreuve Paris - Vichy- Hyères - Saint-Raphaël, du 19 au 23 février 1930, remportée pour la deuxième fois par Germaine Liétard, acquiert déjà une certaine notoriété et fait 1 130 km. Une fois de plus de nombreuses dames viennent de prouver qu’elle savent se jouer des difficultés et qu’elles peuvent établir de très jolies performances dans une épreuve sévère. Toutes celles qui viennent de terminer ce deuxième Paris-Saint-Raphaël méritent d’être félicitées en bloc. Pour la deuxième fois, Mme Liétard est la grand triomphatrice et, grâce à elle, la maison Salmson s’adjuge une jolie série de victoires. Bravo Madame ![réf. nécessaire]

En 1932, la Française Renée Friderich, fille du champion Ernest Friderich et lauréate de l'édition précédente, est tuée sur le coup quand sa Delage D8 dérape sur une plaque de verglas et s'encastre dans un arbre, sur la nationale 7 (N7) à Pougues-les-Eaux où une stèle a été érigée. Maurice Philippe devient le directeur de l'épreuve durant les années 1930

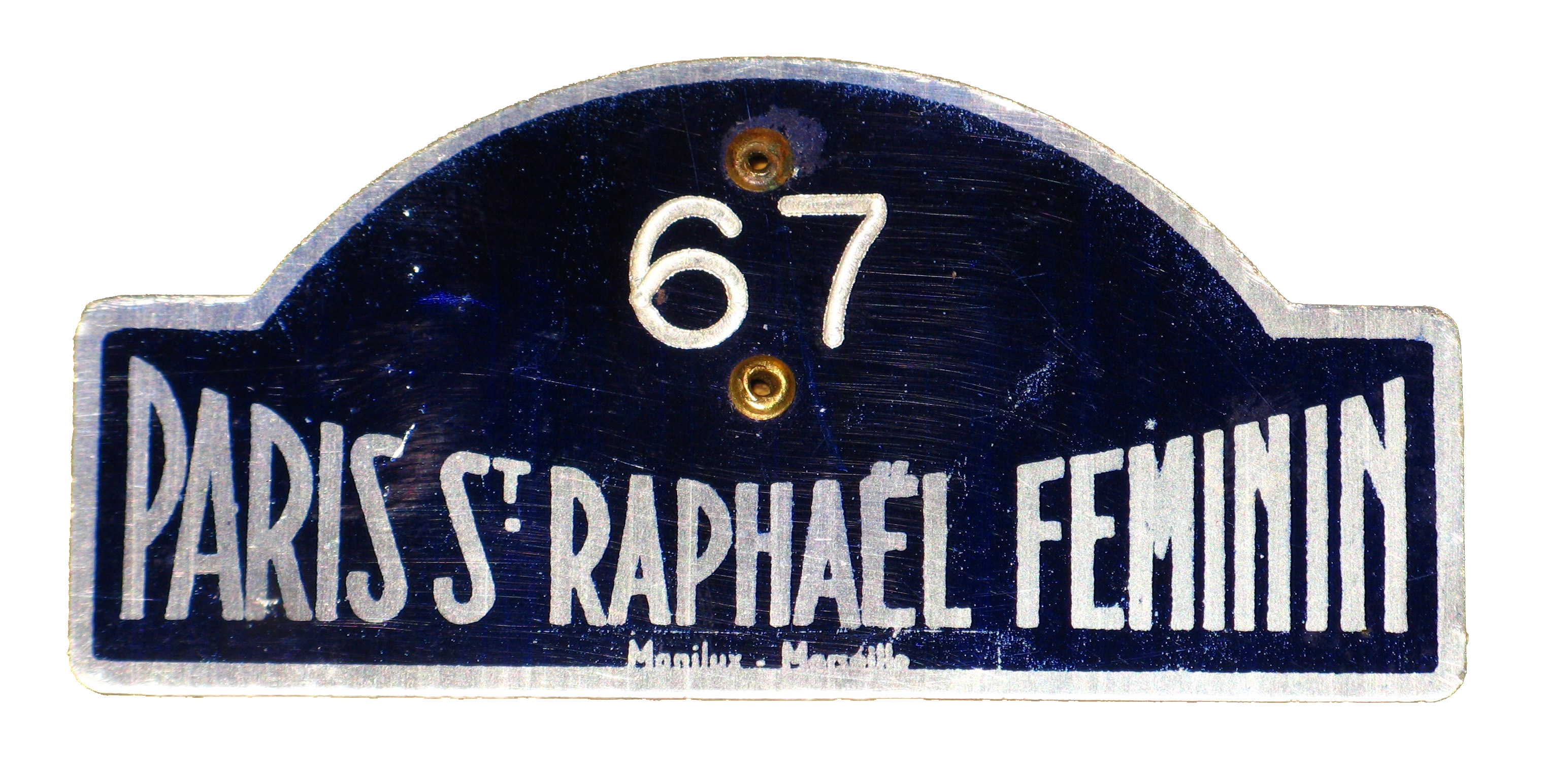

L'Anglaise Betty Haig, petite-nièce du maréchal Douglas Haig, remporte la course en 1938. Deux ans plus tôt, unique concurrente féminine, elle s'était imposée aux Jeux olympiques d'été de 1936 sur Singer Le Mans 1500, dans la seule épreuve de démonstration en sports mécaniques sur route (le motonautisme ayant eu droit de cité en 1908) jamais acceptée par le CIO. En 1946, elle gagne aussi la première Coupe des Dames de l'après-guerre, lors de la Coupe des Alpes renaissante.
Une autre concurrente étrangère qui a remporté le Paris-Saint-Raphaël fut Christine Beckers, qui gagna 35 ans plus tard la dernière épreuve organisée, en 1974, au volant d’une Lancia Stratos. Cette dernière édition, bien que purement féminine, a été comptabilisée en Championnat d'Europe des rallyes (ERC), et Michèle Mouton y a couru sa toute première compétition nationale comme pilote. La saison 1973 fut également retenue en ERC. La mort du comte de Rohan-Chabot en 1972 entraîna finalement le déclin de l'épreuve.
Le Rallye Paris-Saint-Raphaël féminin trouve un successeur 26 ans plus tard, à travers l'esprit du Rallye des Princesses.[pas clair]

## Palmarès
| Année | Pilote                                         | Voiture                                |
| ----- | ---------------------------------------------- | -------------------------------------- |
| 1929  | Germaine Liétard                               | Salmson Grand Sport                    |
| 1930  | Germaine Liétard                               | Salmson S4                             |
| 1931  | Renée Friderich ou Lucienne Radisse            | Bugatti Type 43 Grand Sport ou Renault |
| 1932  | Hellé Nice                                     | Bugatti Type 35B suralimentée          |
| 1933  | Marcelle Leblanc                               | Peugeot 301                            |
| 1934  | Mme Nenot                                      | Delahaye 138                           |
| 1935  | Olga Thibault                                  | Peugeot 201 1084                       |
| 1936  | Germaine Rouault                               | Delahaye Sport 3227                    |
| 1937  | Germaine Rouault                               | Delahaye Sport 3227                    |
| 1938  | Betty Haig                                     | MG PB                                  |
| 1939  | Yvonne Simon                                   | Hotchkiss Grand Sport                  |
| 1951  | Lucienne Alziary de Roquefort                  | Panhard Dyna X                         |
| 1952  | Yvonne Simon                                   | Renault 4CV 1063                       |
| 1953  | Yvonne Simon                                   | Renault 4CV 1063                       |
| 1954  | Yvonne Simon                                   | Panhard Monopole 750                   |
| 1955  | Marie-Antoinette Chauvin                       | Renault 4CV 1063                       |
| 1959  | Annie Soisbault                                | Triumph TR3                            |
| 1961  | Gabrielle "Gabi" Renault                       | Renault Dauphine Gordini               |
| 1963  | Lucette Pointet                                | Citroën DS 19                          |
| 1964  | Claudine Bouchet                               | Lancia Flavia Coupé                    |
| 1966  | Claudine Trautman                              | Lancia Flavia Zagato                   |
| 1967  | Claudine Trautman                              | Lancia Fulvia Coupé Rallye HF          |
| 1968  | Claudine Trautman                              | Lancia Fulvia Coupé Rallye HF          |
| 1969  | Claudine Trautman (copilote Marianne Hoepfner) | Lancia Fulvia Coupé Rallye HF          |
| 1970  | Marie-Pierre Palayer                           | Porsche 911                            |
| 1972  | Marianne Hoepfner                              | Alpine-Renault A110 1600S              |
| 1973  | Marianne Hoepfner                              | Alpine-Renault A110 1600S              |
| 1974  | Christine Beckers                              | Lancia Stratos HF                      |

Les palmarès officiels des premières éditions n'ont pas tous été conservés. De plus, durant les premières années, le caractère mondain de la manifestation surpassait son aspect sportif ; les organisateurs multipliaient par conséquent les classements, sans établir de hiérarchie entre eux, afin que chaque vanité fût satisfaite. Et même durant les années 1950, des catégories Experts et Non-Experts subsisteront à côté du classement général.

## Galerie

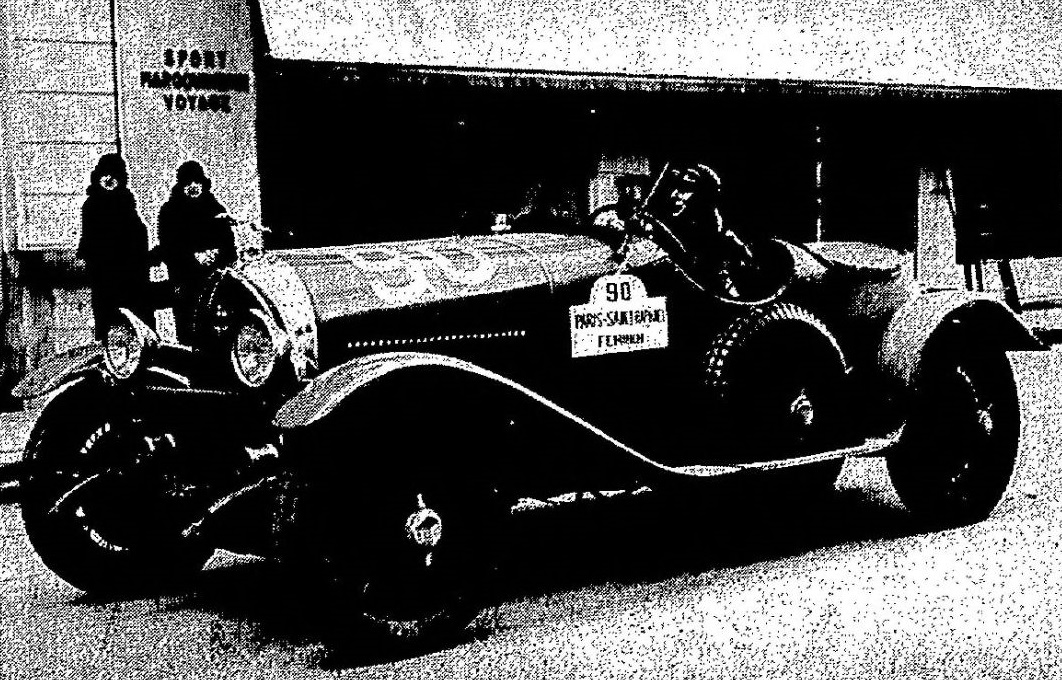
Mme Marie Schwartz, vainqueur de classe au rallye Paris-St Raphael 1931, sur Lorraine 15CV Sport.
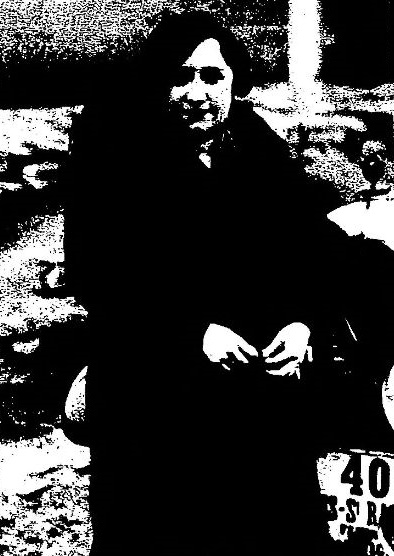
Mme Lietard lors du rallye en 1932 : 3e au général & 1re ex æquo pour sa classe sur Salmson S4.
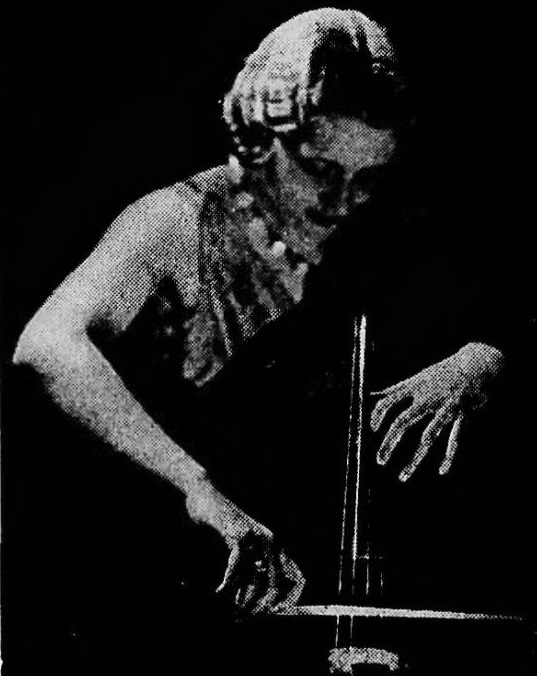
Lucienne Radisse (1932).
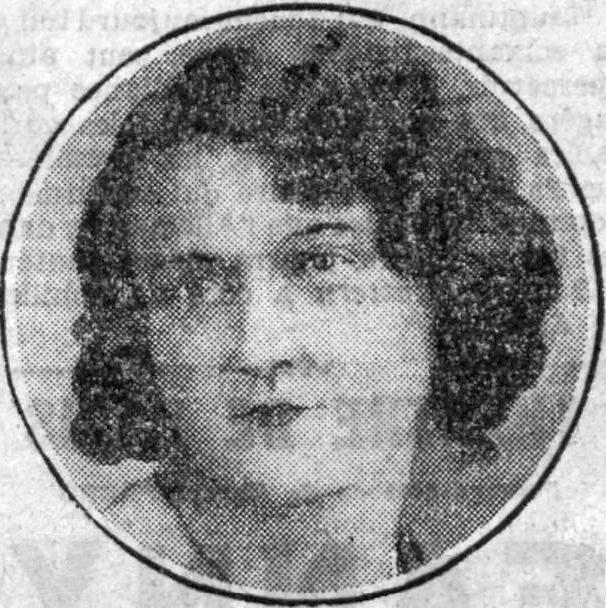
Olga Thibault (1932).
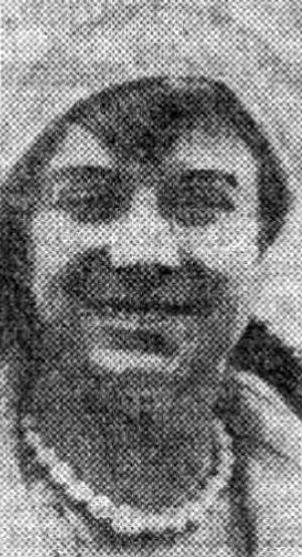
Marcelle Leblanc (1933).
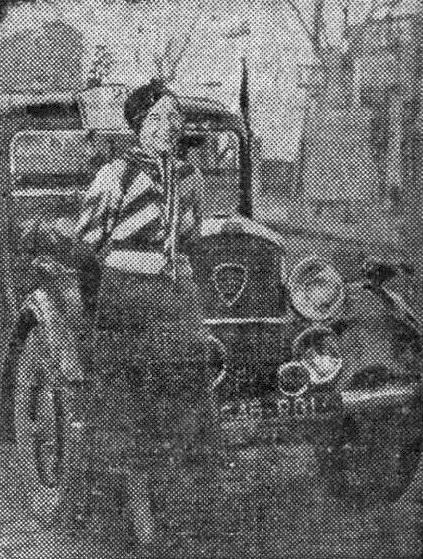
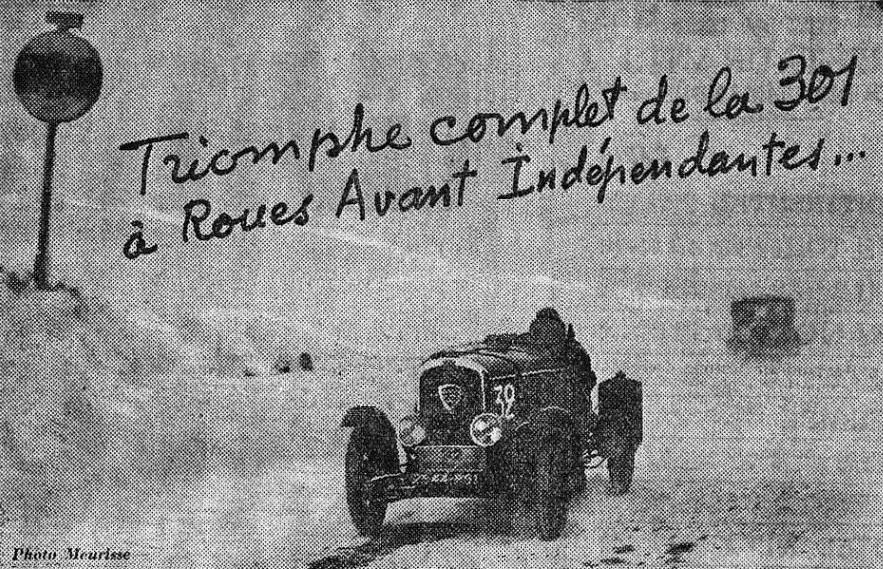
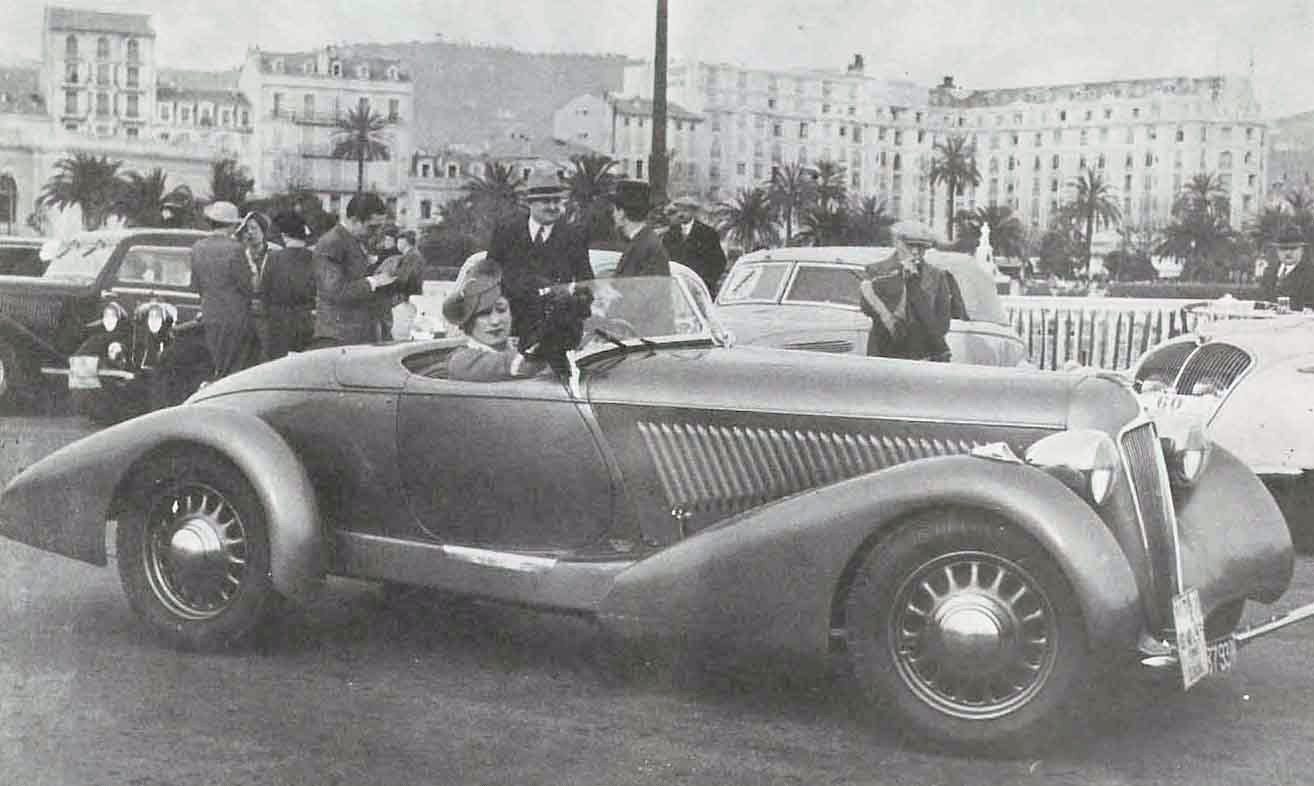
Mme Roux en 1934, sur Amilcar Racer.
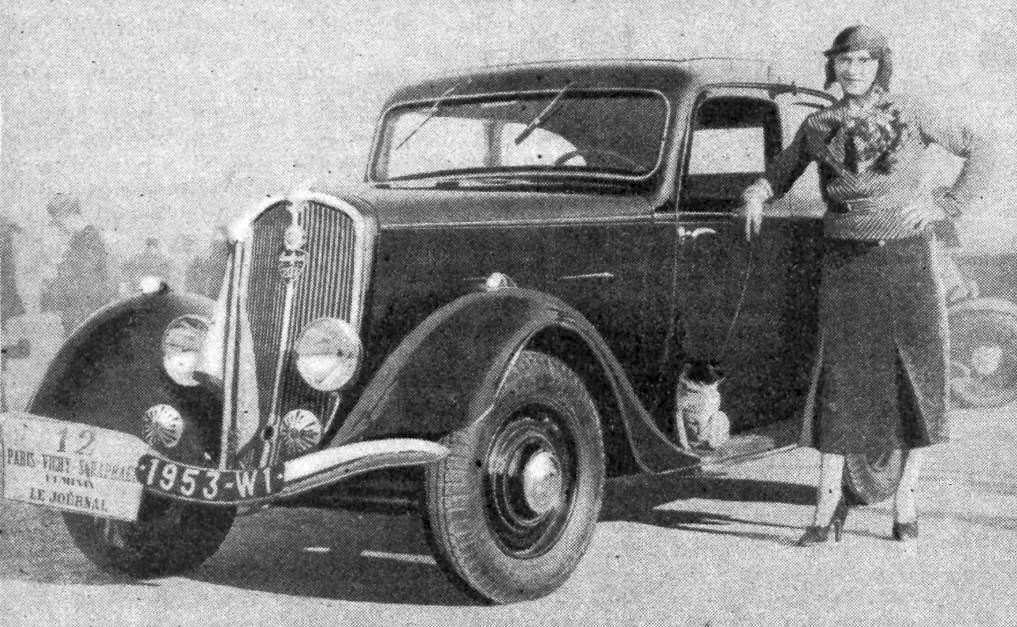
Olga Thibault, vainqueur du rallye Paris - Saint-Raphaël Féminin 1935 sur Peugeot 201.
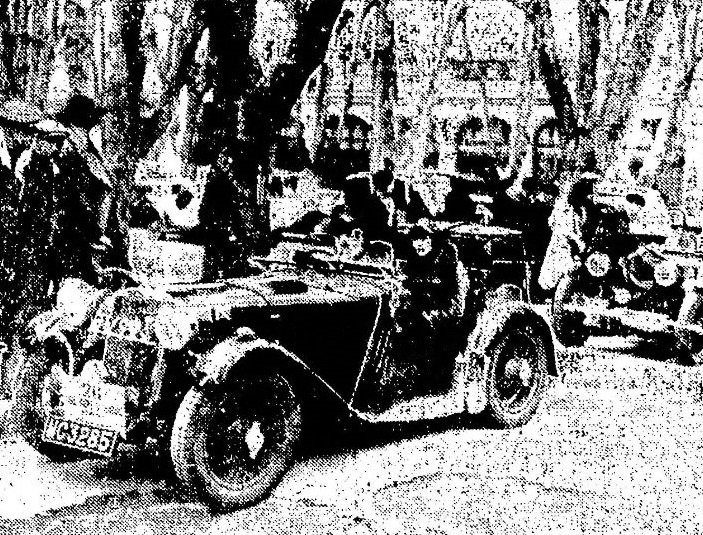
Betty Haig, ici lors de l'édition de 1935.
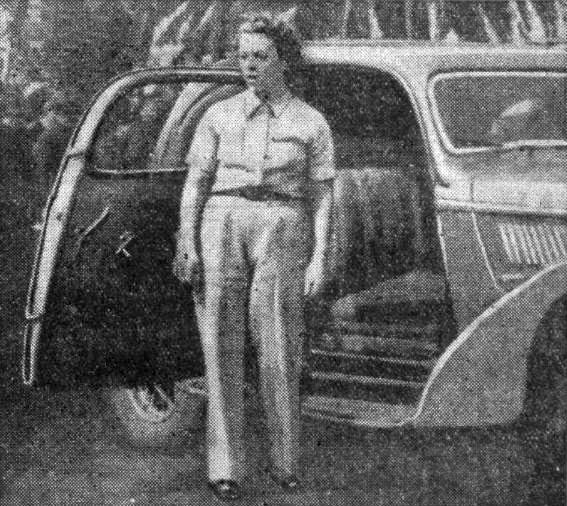
Yvonne Simon à Saint-Raphael en 1939.